# Notiphila solita
Notiphila solita är en tvåvingeart som beskrevs av Walker 1853. Notiphila solita ingår i släktet Notiphila och familjen vattenflugor. Inga underarter finns listade i Catalogue of Life.